# Гуколы
Гуколы — деревня в Городокском районе Витебской области Белоруссии. Входит в состав Езерищенского сельсовета. Находится в 6 верстах к северо-западу от деревни Рудня.